# Olda
Olda (in italiano /ˈɔlda/; in dialetto bergamasco Ölda /ˈølda/) è una frazione del comune di Taleggio che si trova nella omonima valle. Situata in una posizione soleggiata rivolta a sud, rappresenta un importante punto di riferimento legato ai servizi offerti in Val Taleggio.
Conserva all'interno dei suoi confini la chiesa Parrocchiale dei Santi Pietro e Paolo che, resasi autonoma dalla chiesa Madre di Pizzino nel 1494, venne interamente ricostruita in stile neoclassico sul finire del XIX secolo su progetto di Antonio Piccinelli.

## Geografia fisica

### Territorio
Il territorio di Olda si sviluppa lungo il versante meridionale e soleggiato della Val Taleggio. È circondato a ovest dal Monte Zucco, a nord dalla Corna del Bruco, e infine a est dal Monte Cancervo e Sonardello oltre la valle Asinina. 
Olda confina a nord e ad ovest con il territorio comunale di Vedeseta, a sud con la frazione della Lavina (Vedeseta) ed infine a est con le frazioni di Sottochiesa e Pizzino.
La località è collegata alla Strada Provinciale 25 che sale dagli Orridi di Taleggio e giunge a Sottochiesa prima di arrivare in paese. 
Olda dista 42 chilometri verso nord da Bergamo e 87 chilometri verso nord-est da Milano.

### Clima
Il clima è variabile e cambia in base al variare delle stagioni. Gli inverni sono generalmente freddi e umidi mentre le estati miti e soleggiate. Il mese più caldo è quello di luglio dove si possono raggiungere picchi di 25 gradi. Maggio risulta essere il mese più piovoso dell'anno caratterizzato da fenomeni temporaleschi di media intensità per brevi periodi di tempo.
| Mese               | Mesi | Mesi | Mesi | Mesi | Mesi | Mesi | Mesi | Mesi | Mesi | Mesi | Mesi | Mesi | Stagioni | Stagioni | Stagioni | Stagioni | Anno |
| Mese               | Gen  | Feb  | Mar  | Apr  | Mag  | Giu  | Lug  | Ago  | Set  | Ott  | Nov  | Dic  | Inv      | Pri      | Est      | Aut      | Anno |
| ------------------ | ---- | ---- | ---- | ---- | ---- | ---- | ---- | ---- | ---- | ---- | ---- | ---- | -------- | -------- | -------- | -------- | ---- |
| T. max. media (°C) | 3    | 5    | 9    | 13   | 18   | 22   | 25   | 24   | 19   | 13   | 7    | 3    | 3,7      | 13,3     | 23,7     | 13       | 13,4 |
| T. min. media (°C) | −5   | −4   | 0    | 3    | 7    | 11   | 14   | 13   | 10   | 5    | 0    | −4   | −4,3     | 3,3      | 12,7     | 5        | 4,2  |

## Origini del nome
Il toponimo è di derivazione teutonica. Secondo alcuni studi riflette il nome personale barbarico Aldo, che è stato successivamente volgarizzato in Oldo. Altre interpretazioni attribuiscono il nome della località ad una abitante detta "la Pezia" il cui soprannome conosciuto da tutti era Olda. 

## Storia
Durante l'età carolingia il territorio era sotto il possesso del Vescovo di Milano e più tardi l'arcivescovo Roberto Visconti cedette in feudo Olda e tutta la Val Taleggio a Bernabò e Galeazzo Visoconti.
Nel 1010 venne fondata la prima comunità cattolica in Valle Taleggio a Pizzino sotto giurisdizione del prevosto plebano della chiesa battesimale di San Pietro in Primaluna. Fino al 1494 rimase l'unica parrocchia presente in Valle. In seguito si scisse nelle odierne quattro comunità parrocchiali tra cui quella di Olda, Sottochiesa e Peghera.
Agli inizi del 1400 la Repubblica di Venezia ingloba Olda secondo le divisioni tra le famiglie locali. Assieme alla Serenissima vengono accorpate Pizzino, Peghera e Sottochiesa. Numerosi furono gli accordi siglati tra i Visconti e la Repubblica di San Marco, tuttavia nel 1438, l'antico castello di Pizzino venne assediato dai ducali. Con la pace di Lodi del 1454 vengono confermati i confini fino all'arrivo dei Napoleonici nel nord Italia.
A partire dal 1600 ed accentuatosi nella meta del XVIII secolo è il fenomeno dell'emigrazione a Roma. Molti abitanti di Olda divennero osti e commercianti di vino, tanto da integrarsi nel tessuto sociale romano. Molti di loro, facevano ritorno in Valle portando con se le famiglie una volta raggiunta la vecchiaia. Numerose furono le donazioni effettuate in favore delle istituzioni ecclesiastiche del territorio tra cui la parrocchiale dedicata ai Santi Pietro e Paolo.
Nel breve periodo all'inizio dell'era napoleonica, in ottemperanza al Decreto sull'amministrazione pubblica e sul comparto territoriale del Regno promulgato l'8 giugno 1805, la Val Taleggio venne unificata sotto un'unica guida amministrativa. Tuttavia questa unione non durò a lungo, infatti dal 1816 vengono riacquistate le rispettive autonomie territoriali. Durante questo periodo nasce il fenomeno dei Bergamini: allevatori di bovini originari della bassa milanese che, durante i mesi estivi portavano le loro mandrie nei pascoli più privilegiati. Durante lo stesso periodo il  comune costruì appositamente abitazioni e Casere per la realizzazione dei formaggi ancora oggi visibili negli alpeggi in alta quota. Durante i mesi estivi erano 800 i capi di bestiame e scendevano a 40 durante i mesi invernali.
Nel 1897 la chiesa Parrocchiale, ritenuta troppo angusta venne completamente demolita e ricostruita in stile neoclassico su progetto dell'architetto Antonio Piccinelli. 
Durante questo periodo a Olda sorse la prima centrale idroelettrica della valle ad opera della famiglia Mangili. il capostipite Giovanni Mangili, parallelamente alla attività di falegname e di oste, per aumentare il confort della suo alloggio intraprese l'attività, che si protrasse fino al 1952. 
All'inizio del XX secolo, a Olda come in tutta la valle si assistì nuovamente ad un'altra ondata migratoria che decimò il numero di abitanti. Numerosi furono gli oldesi, che emigrando negli Stati Uniti a New York trovarono fortuna costituendo famiglia. Anche la Gran Bretagna divenne una meta privilegiata. Molti si re-impiegarono nell'attività di ristoratori o altri nelle imprese boschive facendo fortuna in Francia non tornando più in Valle.
Contestualmente allo scoppio del primo conflitto mondiale, nel 1916 tutto il territorio della Val Brembana venne dichiarato zona di polizia militare. A Olda non fecero più ritorno 11 caduti, oggi ricordati presso il monumento nei pressi della Chiesa parrocchiale.
Durante il ventennio fascista a Olda fiorirono diverse attività ricettive, tra cui l'Albergo Miravalle, aperto nel 1938, l'Albergo della Salute nel 1925. Anche le attività commerciali erano numerose. Erano presenti la Trattoria Locatelli dotata di alloggi e pompa di benzina utilizzata per il servizio pullman, l'Albergo Bel Paese e la casa Rinaldi. 
In seguito all'invasione dell'Italia, da parte dell'esercito tedesco, la Val Taleggio diventa terreno di transito per i prigionieri evasi dal carcere di Bergamo in transito verso la Svizzera. Tra il 16 e il 18 ottobre 1943, il parroco Don Ferdinando Locatelli, venne sequestrato per 48 ore all'interno del palazzo comunale. Il 14 ottobre 1944 la frazione fu oggetto dell'ennesimo rastrellamento nazifascista. L'intera popolazione fu costretta ad incolonnarsi in direzione di Sottochiesa. 
Nel dopoguerra si assistette al fenomeno dello spopolamento, causato dalle difficili condizioni economiche lasciate dalla guerra. Privilegiate furono la bassa lodigiana e cremonese, dove numerosi mandriani poterono continuare l'attività agricola precedentemente esercitata nelle malghe. Il fenomeno si accentuò dopo il 1954 quando, piogge intense devastarono completamente la strada che percorre gli orridi, interrompendo le comunicazioni con la Valle Brembana.
Nel 1966 fu costruita la strada che collega la Costa d'Olda alla località di San Bartolomeo. Durante gli anni del boom economico nacque un turismo di villeggiatura, e numerose furono le abitazioni recuperate e costruite per soddisfare la crescente richiesta di immobili da parte dei turisti. 

## Monumenti e luoghi di interesse

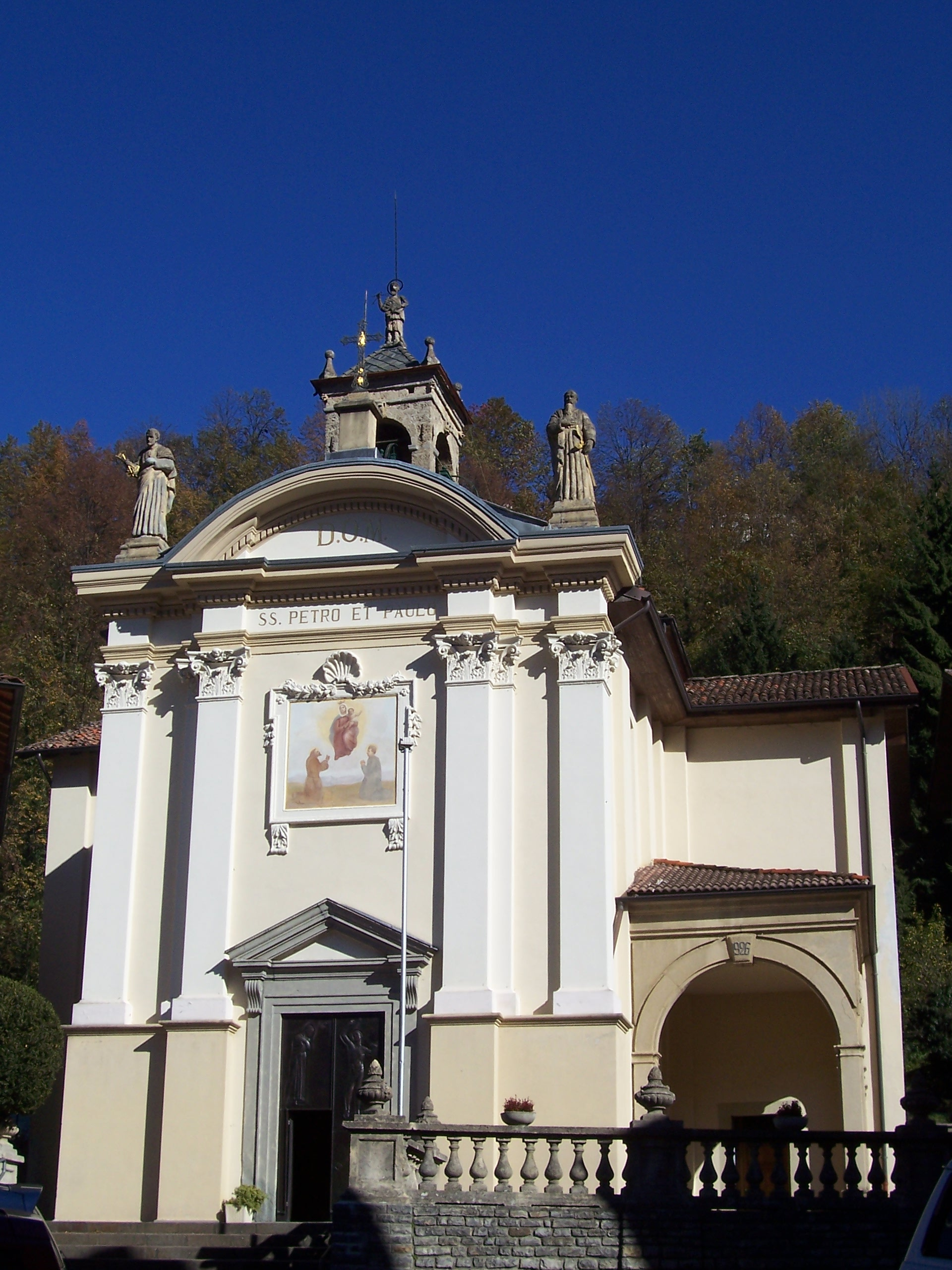
Chiesa Parrocchiale dei Santi Pietro e Paolo

### Architetture religiose

#### Chiesa parrocchiale dei Santi Pietro e Paolo
La chiesa dedicata ai santi Pietro e Paolo, risulta presenta fin dal XV secolo sul territorio di Olda, edificata tra il 1477 e il 1497, dipendente dalla parrocchiale di Sant'Ambrogio di Pizzino da cui fu dismembrata con decreto del 22 aprile 1494, anche se la piena autonomia fu raggiunta solo nel XVI secolo.
La chiesa primitiva fu completamente ricostruita una prima volta nel 1770.
La chiesa apparteneva alla arcidiocesi di Milano fino al 1784, anno in cui furono ridefiniti i confini tra le due diocesi, milanese e di Bergamo. Il passaggio durò il triennio 1784-1787. Il primo passaggio fu l'autorizzazione delle autorità civili, fu poi la Sacra congregazione concistoriale e la bolla pontificia di Pio VI del 13 novembre 1786 e il passaggio definitivo nel 1787, fu l'ufficialità delle autorità vescovili, venendo da subito inserita nella vicariato di Sottochiesa. La parrocchiale fu inserita nello stato del clero diocesano del 1861. Dal documento risulta che vi era un parroco coadiuvato da un cappellano e sussidiario era l'oratorio dedicato a Santa Maria Elisabetta.
Negli ultimi anni del XIX secolo, la chiesa non rispondeva più alle necessità dei parrocchiani, fu quindi ricostruita su progetto di Antonio Piccinelli, e il 15 agosto 1897 il nuovo edificio fu consacrato dal vescovo di Bergamo Gaetano Camillo Guindani che fece dono delle reliquie dei santi Alessandro di Bergamo, Prospero e Valentino che furono sigillate nella nuova mensa dell'altare maggiore. L'aula fu ultimata con i decori interni nel 1912 e nel 1926 fu edificato il porticato esterno. Nel 1935 la facciata fu ultimata con l'affresco posto sopra l'ingresso maggiore.
Con il decreto vescovile del 27 maggio 1979 del vescovo Giulio Oggioni, la parrocchiale fu inserita nel vicariato locale di San Giovanni Bianco-Sottochiesa.

#### Chiesa della Beata Vergine di Lourdes
Il piccolo edificio posto sul limitare del paese, fu costruito e consacrato nel 1757 per volere di don Giuliano Locatelli Pasinetti, parroco di Olda dal 1738 al 1767 ed appartenente ad un casato importante nel paese. La chiesa venne inizialmente dedicata alla Visitazione di Maria, tuttavia nel 1906, una volta cessato il giuspatronato della famiglia Pasinetti, venne profondamente modificata dal Parroco Tommaso Lessi. Per l'occasione venne smantellato il presbiterio e trasformato in una grotta, con la conseguente ridedicazione della chiesa alla Beata vergine di Lourdes. Nel 1991 fu rimaneggiata la mensa del presbiterio in ottemperanza alle indicazioni del Concilio Vaticano II e fu posato un nuovo altare in legno di noce intagliato, opera di Mangili Tacito Rino. per l'occasione furono inoltre restaurate le balaustrate in marmo nero

## Economia
L'economia di Olda è strettamente legata all'allevamento di bovini per la produzione di latte e carne. Questa attività agropecuaria è stata una componente fondamentale della vita economica e culturale della comunità locale per molti decenni. Dal 1700 fino alla seconda metà del '900 era presente il fenomeno dei bergamini, abitanti della pianura milanese e lodigiana che d'estate migravano negli alpeggi della valle con il bestiame. A causa delle difficili condizioni economiche, dello spopolamento e dell'avvento tecnologico con la modernizzazione delle tecniche di allevamento, questo fenomeno scomparì lentamente ed inesorabilmente nel secondo dopoguerra.

## Infrastrutture e trasporti
Olda è attraversata alla strada Provinciale 25 San Giovanni Bianco-Val Bordesigli